# 岡田広
岡田 広（おかだ ひろし、1947年（昭和22年）1月31日 - ）は、日本の政治家。自由民主党所属の元参議院議員（4期）。
厚生労働大臣政務官、内閣府副大臣、復興副大臣、水戸市長（3期）、茨城県議会議員（2期）を務めた。

## 来歴
茨城県水戸市生まれ。茨城県立水戸商業高等学校、立命館大学産業社会学部卒業。大学卒業後、岩上妙子・岩上二郎両参議院議員の秘書を務める。
1986年、茨城県議会議員選挙に立候補し、初当選。1993年、2期目の任期途中、佐川一信の茨城県知事選立候補に伴う辞職により実施された水戸市長選挙に県議を辞職して立候補し、当選。水戸市長を3期10年間務めた。
2003年、水戸市長を3期目の任期途中で辞職。久野恒一の死去に伴う茨城県選挙区補欠選挙に自由民主党公認で立候補し、当選。2004年の第20回参議院議員通常選挙で再選。2005年、厚生労働大臣政務官に就任。
2009年、引退する山口武平（茨城県議会議員）の後任として自民党茨城県連会長に就任した。2010年、第22回参議院議員通常選挙で3選。
2013年9月、内閣府副大臣兼復興副大臣に就任。同年10月、自民党茨城県連会長を任期途中で辞任（後任は梶山弘志）。
2016年、第24回参議院議員通常選挙で4選。
2019年、参議院憲法審査会会長会長に就任。
2021年11月18日、記者会見で2022年に予定される次期参議院議員選挙へ立候補しないことを表明した。
2023年秋の叙勲に於いて旭日重光章を受章した。

## 政策・活動
- 水戸商業高校の野球部応援団OBであり圧倒的な野球派でサッカー嫌いであった。水戸市長を務めていた当時、水戸ホーリーホックに水戸市を本拠地とすることを認める代わりに「競技場・練習場の供給を含む一切の資金援助を求めない」とする覚書を提出させていた[6][7]。
- 2011年、ODA削減案に反対する超党派連合のメンバーに名を連ねた[8][9]。
- 2004年には選択的夫婦別姓法案導入に賛成する[10]としていた。一方、2016年の朝日新聞の選択式アンケート調査では、反対としている[11]。
- 受動喫煙防止を目的とした健康増進法改正案に反対。
  - 2017年2月15日の厚生労働部会において、「『オリンピックがあるから』だけで全て進めるのは無理があるのではないか」「喫煙者を締め出して、隠れて吸って火災を誘発することも懸念、大変重要な問題ではないか」と主張した[12]。
- 「消費税0%の検討」を掲げた『国民を守るための「真水100兆円」令和2年度第2次補正予算に向けた提言』に賛同している[13]。

## 不祥事
- 2020年6月4日の参議院内閣委員会の最中に、審議とは関係のないサスペンス小説「生贄 私刑執行人」（文芸社文庫、南英男著）を熟読していた[14][15]。

## 所属団体・議員連盟
- 自民党たばこ議員連盟（副会長）[16]
- 自由民主党たばこ特別委員会（副委員長）[17]
- 日本会議国会議員懇談会[18]
- 神道政治連盟国会議員懇談会[18]
- みんなで靖国神社に参拝する国会議員の会[18]
- 自民党国際人材議員連盟
- 北京オリンピックを支援する議員の会
- TPP交渉における国益を守り抜く会
- H29年度水戸啓明高等学校全国大会出場後援会